# Karmelitinnenkloster Nevers

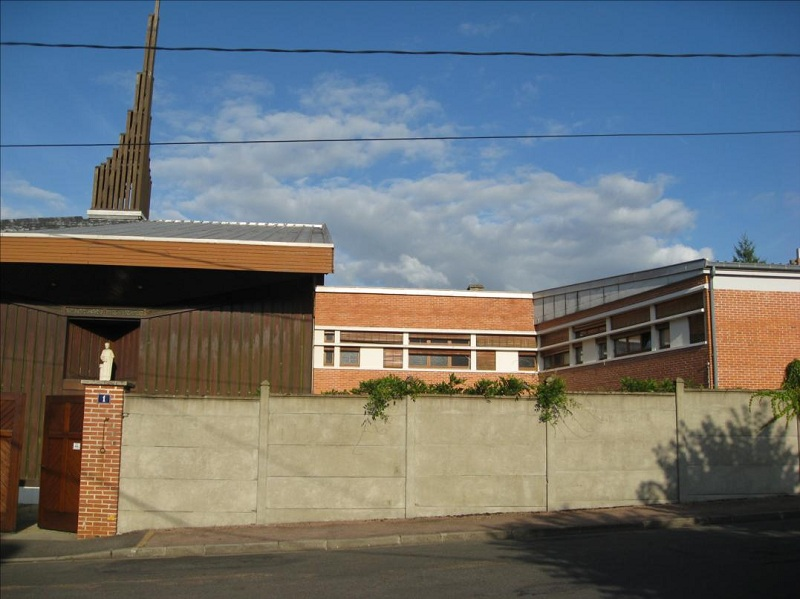
Karmelitinnenkloster Nevers (2012)

Das Karmelitinnenkloster Nevers ist ein Kloster der Karmelitinnen in Nevers, Département Nièvre, im Bistum Nevers in Frankreich.

## Geschichte
Karmelitinnen aus Paris, Amiens und Orléans gründeten 1619 einen Karmel in Nevers, der dank Zuwendungen von Caterina Gonzaga (1568–1629) und Luisa Maria Gonzaga ein Kloster bauen konnte, das 1792 durch die Französische Revolution aufgelöst wurde. 1802 konnten die Schwestern sich wieder zusammentun und 1820 das ehemalige Karmeliterkloster im Bereich der heutigen Rue Saint-Trohé erwerben. 1966 erzwang die Stadtplanung ihren Umzug in einen Neubau in der Rue Claude Perrin Nr. 1. Derzeit zählt der Konvent 10 Schwestern, die zur Hälfte aus aufgelösten Klöstern stammen. Für die Schwestern ist die Nähe (in 1,5 Kilometer Entfernung) zum Schrein der heiligen Bernadette Soubirous von Bedeutung.